# Wijzenddijkje

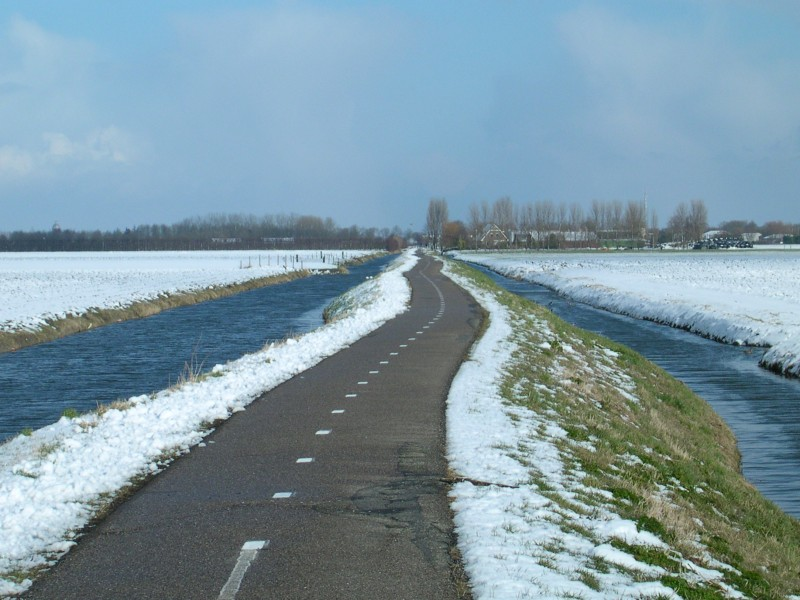
Wijzenddijkje, met links de Grote Wijzend en rechts de Kleine Wijzend

Het Wijzenddijkje is een waterkering tussen de molen De Krijgsman in Oosterblokker en de Dr. Wijtemalaan in Westwoud. Het is gedeeltelijk in gebruik als fietspad. Er is uitzicht op Oosterblokker en van de andere kant op Oudijk.
Het dijkje ligt tussen de watergangen Grote Wijzend en Kleine Wijzend en vormt de peilscheiding tussen polder Het Grootslag en de voormalige Houterpolder. De Grote Wijzend was vroeger een vaarverbinding tussen Hoorn en Enkhuizen.